# Ángel Losada Velasco
Ángel Losada Velasco fue un presentador de TV español (Cebreros, Ávila, 25 de febrero de 1932 - Madrid, 30 de abril de 1987).

## Carrera
Tras estudiar Graduado Social y profesor mercantil, inició su carrera en los medios de comunicación con locución en radio y posteriormente, en 1964, ingresó en Televisión española. Su primer programa en la cadena fue Academia TV, un espacio educativo, al que siguió el musical Primer Aplauso (1964-1966), de Enrique Martí Maqueda, desde los estudios de Miramar en Barcelona.
Sin embargo, el programa por el que más se le recuerda fue Por tierra, mar y aire (1968-1972), un programa dedicado a analizar la actualidad en el mundo de las Fuerzas Armadas. Su voz, además, era habitual en los reportajes de No-Do. Con posterioridad también presentó el informativo Telediario hasta entrada la década de 1980.
En cine participó en la película La casa de los Martínez (1971) de Agustín Navarro.